# لوبک ۵۱۰۸
سیارک ۵۱۰۸ (به انگلیسی: 5108 Lubeck، نامگذاری:1987QG2) پنج هزار و صد و هشتمین سیارک کشف شده‌است که در ۲۱ اوت ۱۹۸۷ کشف شد.
قدر مطلق سیارک برابر ۱۳٫۵۰ است.